# Zacatecas (Tabasco)
Zacatecas es una ranchería del municipio de Balancán ubicado en la subregión de los Ríos del estado mexicano de Tabasco.

## Geografía
La localidad se ubica a 34.9 kilómetros (en dirección sudeste) de la localidad de Balancán de Domínguez, la cabecera y lugar más poblado del municipio. Se sitúa en las coordenadas geográficas 17°55′53″N 91°14′03″O / 17.931389, -91.234167, a una elevación de 53 metros sobre el nivel del mar.

## Demografía
Según el Conteo de Población y Vivienda 2020, efectuado por el Instituto Nacional de Estadística y Geografía, la localidad de Zacatecas tiene 99 habitantes, de los cuales 52 son del sexo masculino y 47 del sexo femenino. Su tasa de fecundidad es de 2.95 hijos por mujer y tiene 28 viviendas particulares habitadas.
| Gráfica de evolución demográfica de Zacatecas entre 1980 y 2020 |
|                                                                 |
| INEGI.                                                          |